# EBS Universität für Wirtschaft und Recht
Die EBS Universität für Wirtschaft und Recht (kurz: EBS) ist eine Privatuniversität in Oestrich-Winkel. Sie verfügt mit der EBS Business School, der EBS Law School und der EBS Executive School über drei Schools. Gesellschafter sind gemeinsam der EBS Alumni e. V., als Ehemaligenvereinigung der Universität, und die SRH Holding, Deutschlands größte gemeinnützige Stiftung gemessen an den Ausgaben. Präsident der Universität ist der ehemalige EU-Kommissar Günther Oettinger, der sie gemeinsam mit Dorothée Hofer leitet.

## Geschichte

### Vorgängerinstitution
Die Vorgängerinstitution wurde 1971 von Klaus Evard als Fachhochschule für Wirtschaft in Offenbach am Main unter dem Namen European Business School gegründet. Das ursprüngliche Konzept sah eine europäisch geprägte Ausbildung von Führungskräften mit drei Standorten in Frankreich, England und Deutschland vor. Kennzeichnend für das Studienprogramm der EBS sind bis heute mehrere praktische Studienzeiten im In- und Ausland, integrierte Auslandssemester sowie ein verschulter Aufbau des Studiums. 1980 zog die EBS in das Schloss Reichartshausen in Oestrich-Winkel im Rheingau. 1985 kam ein zweites Hochschulgebäude (die „Burg“) in Oestrich-Winkel hinzu.

### Anerkennung als wissenschaftliche Hochschule
1989 wurde die EBS vom Land Hessen als wissenschaftliche Hochschule anerkannt. 1992 erhielt sie die endgültige Anerkennung als wissenschaftliche Hochschule durch den hessischen Wissenschaftsminister. Mit diesem Schritt folgte die Trennung der EBS Schloss Reichartshausen vom internationalen Verbund der European Business Schools, der sich in den 80er Jahren als Netzwerk entwickelt hatte. Seitdem kooperiert die EBS weltweit mit unabhängigen Universitäten. 1993 erhielt sie das Promotions- und 1998 das Habilitationsrecht für die Betriebswirtschaftslehre. In dieser Zeit war Walther Leisler Kiep (CDU) Präsident der EBS, Namensgeber des nunmehr dritten Campus-Teil Kiep Center.

### Gründung der EBS Law School
2010 wurde die EBS Law School als zweite Fakultät neben der EBS Business School gegründet. Am 1. September 2011 verlieh das hessische Wissenschaftsministerium der EBS vollen Universitätsstatus und den Titel Universität für Wirtschaft und Recht. Seit 2017 dürfen rechtswissenschaftliche Promotionen an der EBS Universität abgelegt werden.

### Übernahme durch SRH
Am 28. Juli 2016 übernahm die SRH Higher Education GmbH, eine Tochtergesellschaft des deutschen Bildungs- und Gesundheitskonzerns SRH, mehrheitlich die EBS Universität für Wirtschaft und Recht von der privaten Stiftung zur Förderung der EBS Universität. Die SRH ist Mitglied des Diakonischen Werks der Evangelischen Landeskirche in Baden und hat mit rund 1,2 Milliarden Euro das größte Jahresbudget aller privaten Stiftungen in Deutschland. Zweiter Gesellschafter der EBS ist der Ehemaligenverein. Er hat heute nach eigenen Angaben weltweit über 10.000 Mitglieder.
Im Dezember 2018 wurde die dritte Fakultät EBS Executive School gegründet.

## Campus

### Business School
Die EBS Business School sitzt seit 1980 in Oestrich-Winkel im Rheingau und unterteilt sich in die Campus Schloss und Burg. Schloss ist der Hauptcampus und liegt an der Grenze zu Hattenheim. Die seit 2002 als Weltkulturerbe der UNESCO ausgezeichnete Landschaft bildet die Umgebung der Universitätsteile. Die Landschaft ist mehrheitlich vom Weinbau geprägt, so auch große Teile der Liegenschaften der EBS selbst. In Oestrich-Winkel wohnen rund 11.000 Einwohner, die nächstgelegenen Städte sind Mainz und Wiesbaden. Die Entfernung zu Frankfurt am Main beträgt etwa 1 Stunde. Die Studenten wohnen mehrheitlich in den umliegenden Orten des Campus Schloss.
2021 wurde in den Innenhof des Schlosses das Forum gebaut, das im Rahmen eines ersten Bauabschnittes neue Räumlichkeiten schafft. Die Muttergesellschaft SRH will in weitere Umbaumaßnahmen insgesamt 15 Millionen Euro zwecks Sanierung der Altbauten und Umbau der bestehenden Gebäudeteile investieren. Hierzu gehört auch eine neue Mensa mit 120 Sitzplätzen. Die Baumaßnahmen sollen in der zweiten Jahreshälfte 2025 abgeschlossen sein. Im Rahmen des Umbaus auf dem Gelände des Schlosses Reichartshausen wurde auch die Monopollage des Weinguts Balthasar Ress neu mit Reben bepflanzt.

### Law School
Die EBS Law School saß seit Unterrichtsstart im Jahr 2011 in Wiesbaden und mietete dort Nähe Hauptbahnhof den Campus Atrium von der Stadt Wiesbaden an. Seit Beginn 2025 ist Oestrich-Winkel auch der Sitz der EBS Law School.

### Executive School
Die EBS Executive School sitzt in eigenen Räumlichkeiten in Winkel.

Schloss Reichartshausen mit den Campus Schloss und Burg
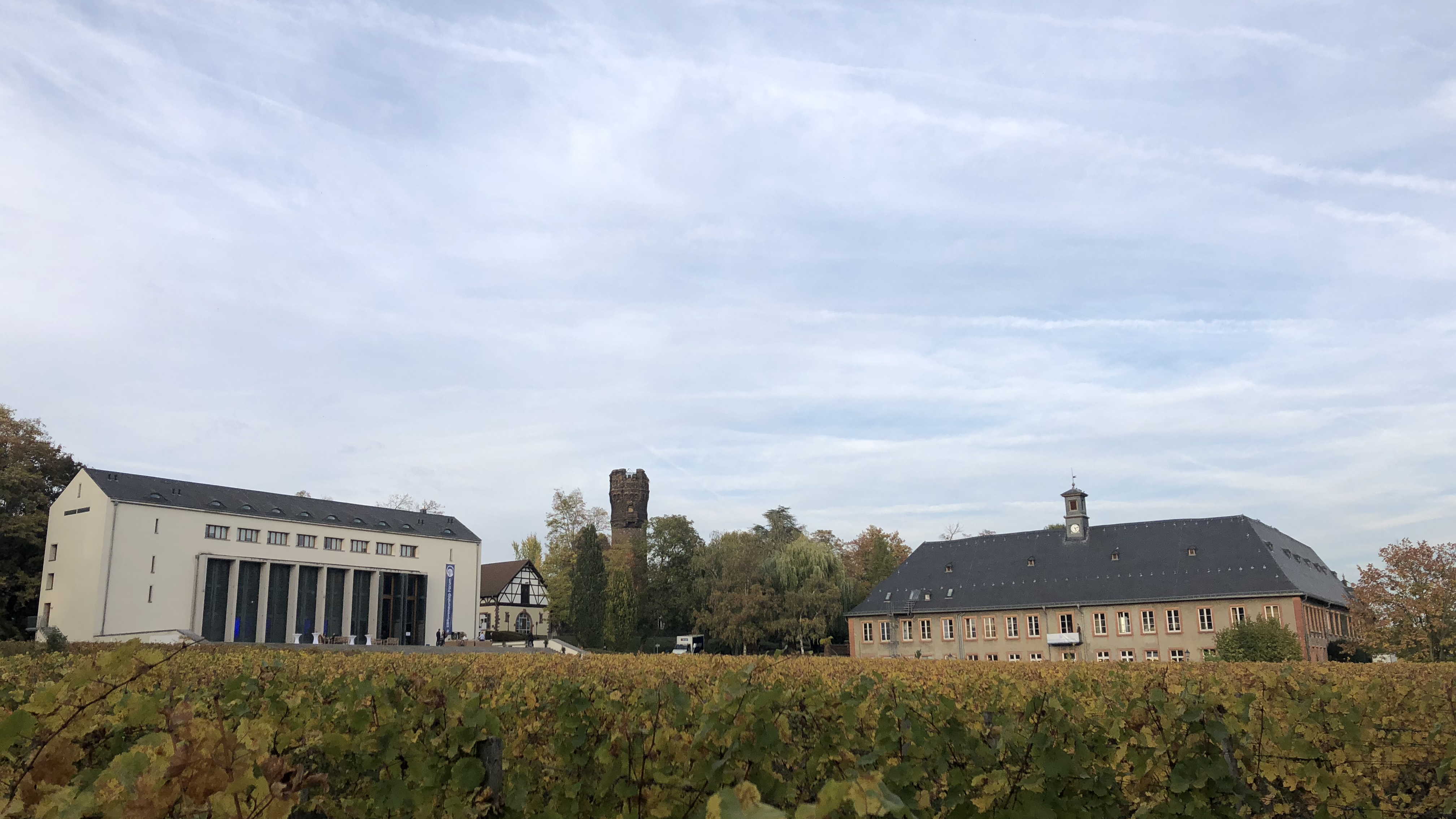
Links: Kiep Center; Rechts: Campus Schloss
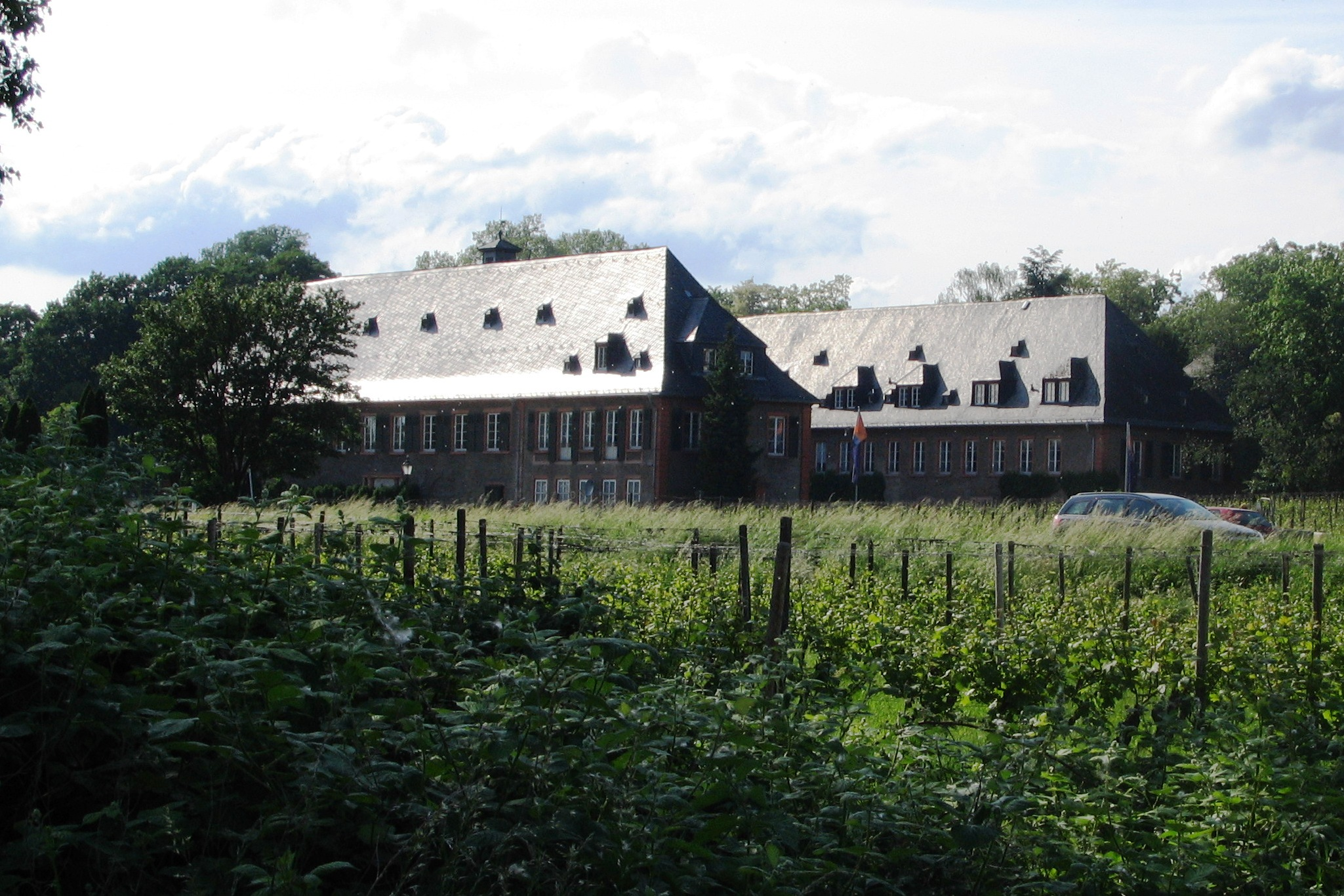
Schloss Reichartshausen und seine Weinberge
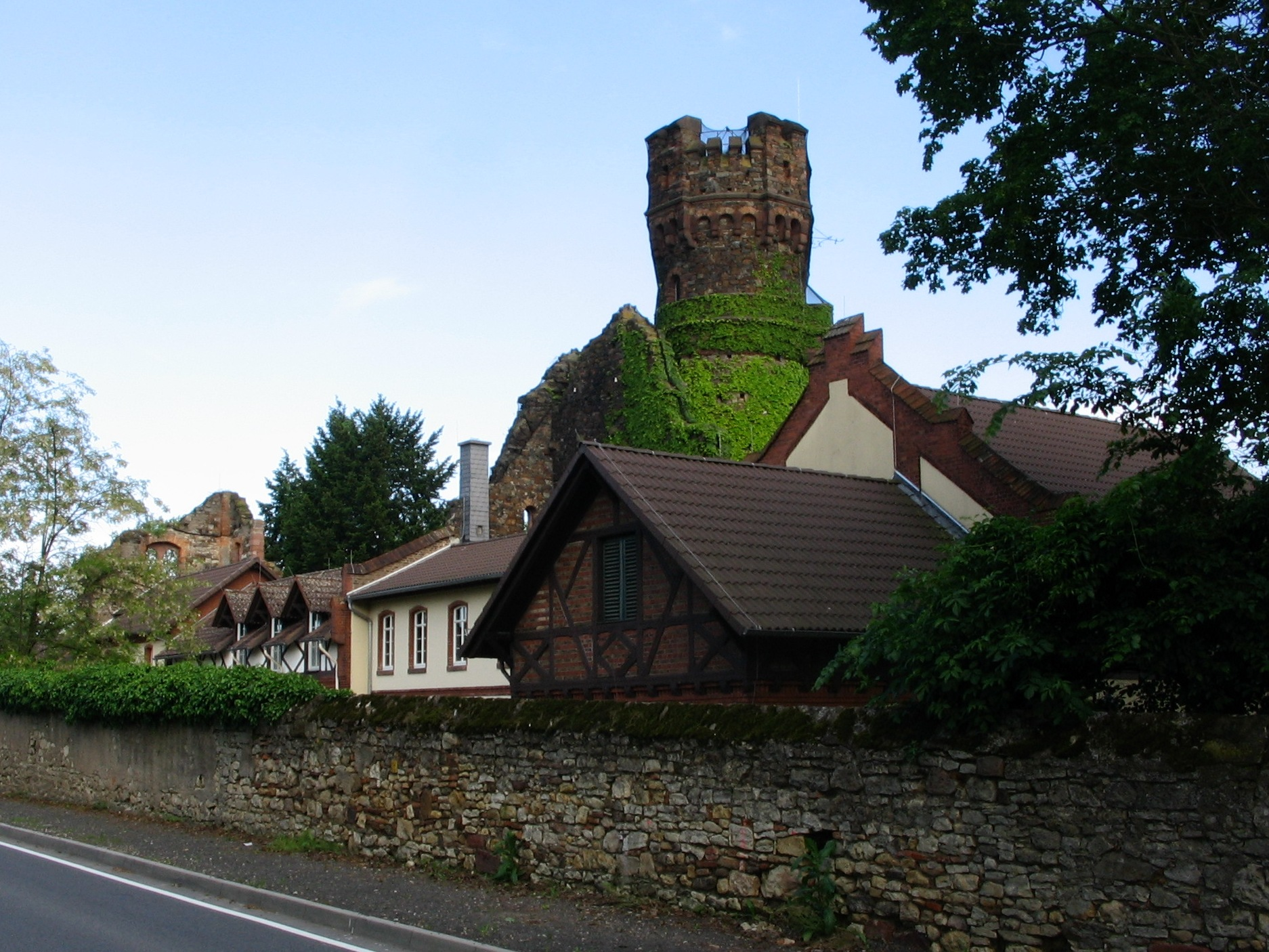
Sog. Nebengebäude auf dem Gelände des Schlosses
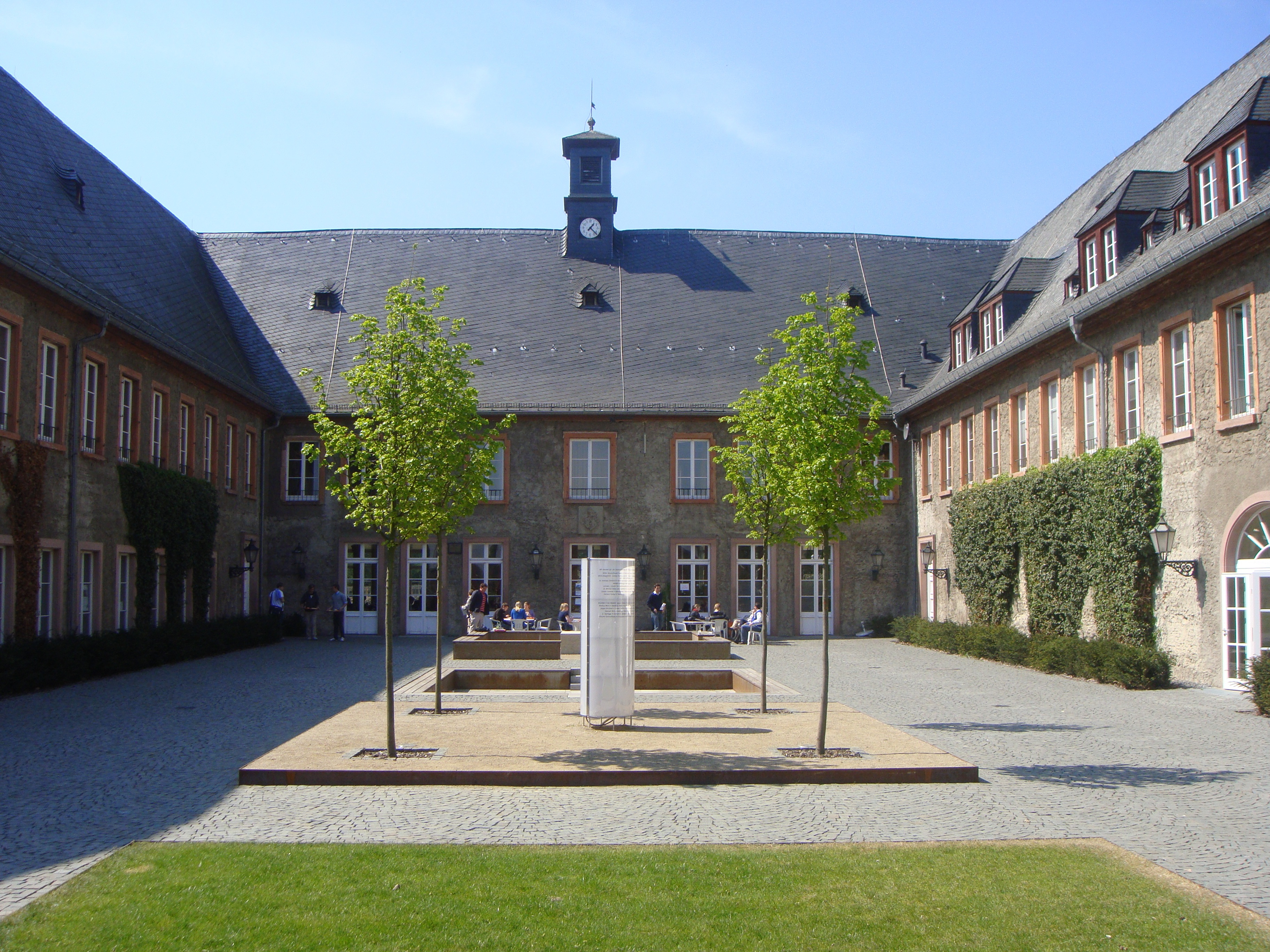
Früherer Innenhof des Schlosses Reichartshausen
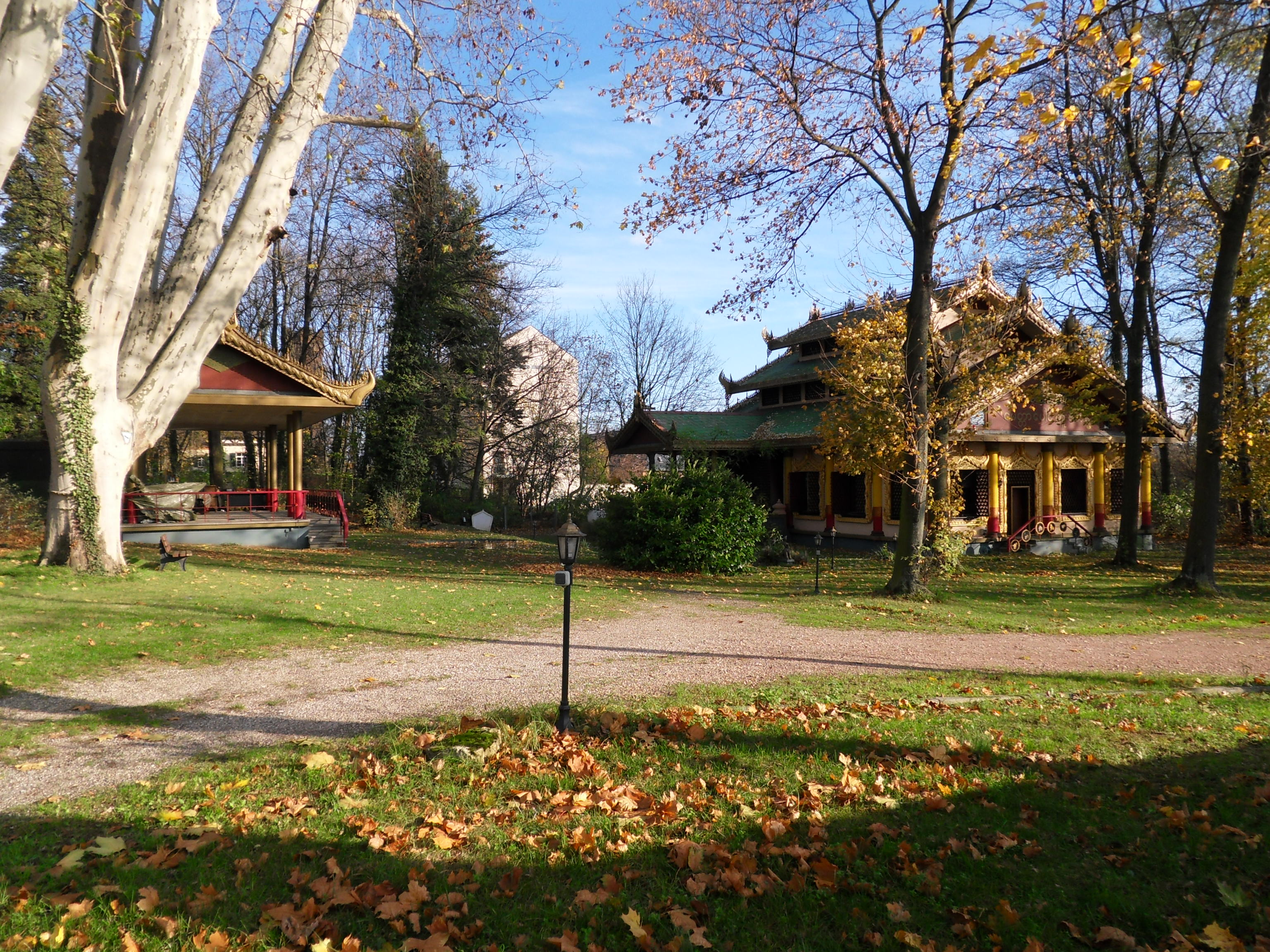
Birmanisches Teehaus aus dem Campus Schloss
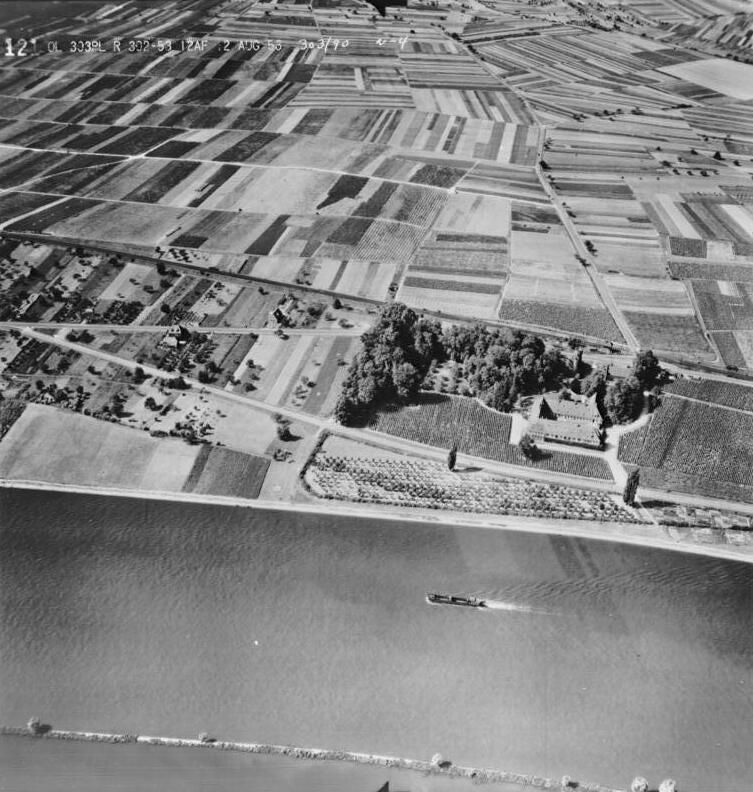
Historische Perspektive auf das Schloss Reichartshausen

## Studium

### Allgemeines
An allen Fakultäten kann sowohl promoviert als auch habilitiert werden. Dieses Recht haben Mitbewerber, die lediglich Hochschule mit Universitätsstatus sind, häufig nicht.
Die Studierendenzahl beträgt Stand 2022 an allen Fakultäten zusammen etwa 2.200. Das Studienangebot umfasst 11 Bachelor- und Masterstudiengänge sowie mehrere Doktorandenprogramme, vorwiegend in betriebs- und rechtswissenschaftlichen Disziplinen.

### Business School
Die Studenten der EBS Business School können wahlweise einen Bachelor of Science in Business Studies absolvieren, aber auch ein Bachelor of Arts in Law, Politics and Economics ist möglich. Graduierten Studiengänge sind unter anderem der Master in Finance (M.Sc.), Master in Business, oder Master of Business Administration. Partneruniversitäten für ein Austauschsemester in allen Studiengängen sind unter anderem die Ivy-League Universität Cornell University, sowie die George Washington University, Pennsylvania State University, Fundação Getulio Vargas, Hong Kong University of Science and Technology, Fudan-Universität und weitere. Insgesamt stehen mehr als 200 Universitäten zur Auswahl.
Die Studenten der EBS Executive School können unter anderem Zertifikate im Bereich Systemisches Coaching, Finanzökonomie, Testamentsvollstreckung, Private Equity, oder ESG Performance Management erwerben. Es wird auch der Titel Immobilienökonom:in (EBS) und Private Real Estate Manager:in (EBS) verliehen.
Die Studiengebühren liegt beim Bachelorstudium in Business Studies bei rund 8340 Euro pro Semester. Der Bachelor in LPE beläuft sich auf 7340 Euro pro Semester, ein Semester in einem Masterstudiengang liegt zwischen 7950 und 11925 Euro.

### Law School
Die Studenten der EBS Law School haben im Jahr 2021/22 zu 60 % ein Prädikatsexamen (ab 9 Punkten) erhalten, nach eigenen Angaben ein Bestwert in Deutschland. Der Notendurchschnitt im 1. Staatsexamen der Absolventen 2017/18 betrug 9,51 Punkte mit 12 Punkten im universitären Teil. Seit Gründung der Law School stellte die EBS bereits vier Mal den besten Jura-Absolventen in Hessen. Sie kooperieren im Studium direkt mit den Partnern der Universität wie Clifford Chance, Linklaters oder Gleiss Lutz. Die Studenten absolvieren heute bis zur Ersten Juristischen Prüfung wahlweise parallel noch einen Master in Business.
Im Jahr 2022 wurde die Diversity and Refugee Law Clinic gegründet.
Im Juli 2022 wurde das BRYTER Center for Digitalization & Law eröffnet, welches zu Themen der Rechts und der Digitalisierung forscht und lehrt.
Im September 2023 beschäftigt die juristische Fakultät 18 Professoren und Dozenten. Darüber hinaus lehren 29 externe Dozenten an der juristischen Fakultät, darunter Professoren einiger der angesehensten Universitäten Deutschlands, Richter, Forscher und Anwälte einiger der führenden Anwaltskanzleien des Landes.
Die Studiengebühren des Jurastudiums liegen bei rund 7.630 Euro pro Semester.

## Positionierung und Akkreditierung

### Rankings
Die EBS Business School ist Teil verschiedener nationaler und internationaler Rankings. Im Jahr 2023 wurde die Studiengänge an der EBS im Centrum für Hochschulentwicklung Ranking fast ausschließlich der Spitzengruppe zugeordnet.

#### Rankings der Business School
- 2023 war die EBS im Financial Times Ranking für ihren Master in Finance auf Platz 2 in Deutschland und Platz 25 der Welt zu finden.[31]
- 2023 wurde die EBS im Financial Times Ranking für ihren Master in Management auf Platz 7 in Deutschland und Platz 58 der Welt geranked.[32]
- 2023 war die EBS auf Platz 7 des Wirtschaftswoche Rankings der Top 10 deutschen Universitäten im Bereich Betriebswirtschaftslehre zu finden.[33]

- 2022 war die EBS im Eduniversal Masters Ranking deutschlandweit auf Platz 2 für ihren MBA, und Platz 1 für den Master in Finance.[34]
- Bis zum Jahr 2016 war die EBS im Financial Times European Business School Ranking auf Platz 12 in Europa, und Platz 3 in Deutschland.[35]
- 2016 belegte sie Platz 54 über alle Studiengänge im Financial Times European Business Schools Ranking.[36]

#### Rankings der Law School
Die juristische Fakultät der EBS belegt ebenfalls die Spitzengruppe in mehreren Rankings:
- Im Jahr 2020 dem 2. und im Jahr 2023 dem 5. Platz des Centrum für Hochschulentwicklung-Rankings[37]
- 3. Platz des Legal Tribune Online Rankings.[38]

### Akkreditierungen
Die Universität führt mehrere Akkreditierungen.
- AACSB: Die EBS Business School, die betriebswirtschaftliche Fakultät der Universität, ist von der Association to Advance Collegiate Schools of Business (AACSB) akkreditiert.[39]
- FIBAA: Alle Studiengänge der EBS sind durch die Foundation for International Business Administration Accreditation (FIBAA) akkreditiert. Darüber hinaus tragen der Masterstudiengang „M.Sc. Automotive Management“ der EBS Business School sowie der Bachelorstudiengang „LL.B. Rechtswissenschaft“ und der „Rechtswissenschaftliche Studiengang zur Vorbereitung auf die Erste Prüfung“ der EBS Law School das FIBAA-Premiumsiegel.[40]
- Wissenschaftsrat: 2012 erhielt die EBS die Institutionelle Akkreditierung durch den Wissenschaftsrat mit Gültigkeit für zehn Jahre. Mit der Akkreditierung bestätigt der Wissenschaftsrat sowie unabhängige externe Sachverständige, dass eine nichtstaatliche Hochschuleinrichtung Leistungen in Lehre und Forschung erbringt, die staatlich anerkannten wissenschaftlichen Maßstäben entsprechen.[41] 2022 wurde die Akkreditierung 5 Jahre verlängert.[42]

Bis 2016 war sie durch die European Quality Improvement System (EQUIS) akkreditiert, seither jedoch nicht mehr.

## Finanzen
Die finanzielle Entwicklung der noch jungen Universität war häufig unsicher. Sie erwirtschafte noch 2010 einen Verlust von 2,2 Millionen Euro, im Jahr 2011 von 1,1 Millionen Euro. Das Eigenkapital lag Ende 2010 bei 1,45 Millionen Euro und war laut einem Medienbericht 2011 nahezu aufgebraucht gewesen. Ende 2012 kam der hessische Landesrechnungshof zu dem Ergebnis, die EBS sei ohne nachhaltige Zuführung von Eigenkapital oder eigenkapitalersetzenden Darlehen „nicht in der Lage, eine Überschuldung zu verhindern und ihre Zahlungsfähigkeit auf Dauer zu sichern“. Im Mai 2013 machten Berichte der FAZ und der Frankfurter Rundschau bekannt, dass die Stadt Wiesbaden der EBS die Mietpreiszahlung für das von ihr genutzte Gebäude in Wiesbaden gestundet hatte.
Nachdem die wirtschaftliche Lage der EBS auch im Laufe des Jahres 2013 kritisch geblieben war, bat die Hochschule die Stadt Wiesbaden im November 2013 um die Stundung weiterer 188.000 Euro Miete für das Jahr 2014, was die Stadt jedoch ablehnte. Das Eigenkapital der EBS stieg in Folge von minus 10 Millionen Euro auf positive 440.000 Euro im Jahr 2015. Möglich wurde dies unter anderem durch Millionenspenden der Alumni und der Stiftung des SAP-Mitbegründers Dietmar Hopp sowie einem unbezifferten Forderungsverzicht der beteiligten Banken. Bis 2016 stieg das Eigenkapital wieder auf insgesamt 10 Millionen Euro an. Im Jahr 2016 verzeichnete das Unternehmen mit einem Jahresgewinn von 1,98 Millionen Euro das „operativ beste Ergebnis in der Unternehmensgeschichte“. In den Jahren 2019 bis 2021 erzielte die EBS kumuliert ein negatives Jahresergebnis in Höhe von rund 7 Millionen Euro.

## Kritik

### Ermittlungsverfahren im Jahr 2011
Die Gründung der EBS Law School sollte durch das Land Hessen und die Stadt Wiesbaden mit zunächst 25 Mio. Euro unterstützt werden. Im April 2011 wurde klar, dass die Förderung mit 50 Mio. Euro doppelt so hoch wie ursprünglich geplant ausfallen sollte. Eine Prüfung durch das Wissenschaftsministerium führte zu einer temporären Einfrierung der Fördergelder und im Ergebnis zu einer Rückzahlung von 2 % der Gelder, welche während der Präsidentschaft von Christopher Jahns statt für den Aufbau der juristischen Fakultät für andere Zwecke verwendet worden seien. Ein Ermittlungsverfahren wegen Veruntreuung von Fördergeldern wurde 2018 eingestellt, da kein strafrechtlich relevantes Handeln festgestellt werden konnte.
Ende Januar 2011 zeigten Recherchen auf, dass EBS-Präsident Jahns den Verwaltungsräten mehrerer Unternehmen der BrainNet-Gruppe angehörte, deren Manager Christian Rast im Stiftungsvorstand der Hochschule saß. Der Aufsichtsrat der EBS gGmbH hatte die Vorwürfe zunächst zurückgewiesen, da die Verbindungen transparent und von Wirtschaftsprüfern bestätigt worden seien. 2011 beendete die EBS daraufhin den Vertrag ihres Präsidenten als Chief Executive Officer und sprach sieben weitere Kündigungen aus. Zwei Angestellte der Universität sagten später als Zeugen aus, sie hätten eine „Medienkampagne“ gegen Jahns mit initiiert und der Presse fragliches Material zugespielt. Das Landgericht Wiesbaden sprach Jahns in Folge 15,000 Euro Schadensersatz zu. Strafrechtliche Ermittlungen wurden schließlich gegen Geldauflage eingestellt.

### Alkoholkonsum
Angehende Studenten sind im September 2010 durch ausuferndes Verhalten infolge übermäßigen Alkoholkonsums im Rahmen eines organisierten Aufnahmerituals aufgefallen, weshalb die Polizei mehrere Studenten ins Krankenhaus brachte sowie mit einem Polizeihubschrauber die Rheingauer Weinberge absuchte. Die Hochschulleitung hat sich der Thematik angenommen, Alkoholverbote verhängt und eine verstärkte Sozialverpflichtung eingeführt.

## Persönlichkeiten der Universität

### Präsidenten
- 1971–1994: Klaus Evard
- 1994–2000: Walther Leisler Kiep
- 2000–2009: Hans Tietmeyer
- 2009–2011: Christopher Jahns
- 2011–2013: Rolf Cremer[68]
- 2013–2015: Rolf Wolff
- 2015–2016: Leitung der Universität durch Präsidialrat; von Februar bis September 2016 unter dem Vorsitz von Barbara Dauner-Lieb
- 2016–2020: Markus Ogorek[69]
- 2020–2021: Präsidialrat unter dem Vorsitz von Hennig Werner[70]
- 2021: Günther Oettinger[71]

### Professoren (Auswahl)
- Andreas Raymond Dombret (* 1960), Honorarprofessor, Mitglied des Vorstands der Deutschen Bundesbank
- Michael Hüther (* 1962), Honorarprofessor, Direktor Institut der deutschen Wirtschaft
- Martin Kment (* 1975), Professor für Öffentliches Recht und Europarecht, Recht der erneuerbaren Energien, Umwelt- und Planungsrecht (2011–2013)
- Matthias Knauff (* 1978), Rechtswissenschaftler und Richter, Inhaber des Lehrstuhls für Öffentliches Recht, insbesondere deutsches und europäisches öffentliches Wirtschaftsrecht von 2011 bis 2013
- Kurt Joachim Lauk (* 1946), Professor h. c., ehem. Präsident des Wirtschaftsrates der CDU (2010–2015)
- H. Dieter Dahlhoff, Honorarprofessor
- Richard Raatzsch (* 1957), Philosoph
- Roman Poseck (* 1970), Honorarprofessor, Hessischer Minister der Justiz, Präsident des OLG Frankfurt/Main und Präsident des Hessischen Staatsgerichtshofs
- Sascha Leonard Schmidt (2003 bis 2014), ehem. Direktor, Center for Sports management

### Bekannte Alumni (Auswahl)
- Philipp Schindler (* 1971), Vice President Global Sales & Operations bei Google[72][73]
- Maximilian von und zu Liechtenstein (* 1969), CEO der LGT Group und Sohn von Fürst Hans-Adam II. von und zu Liechtenstein
- Jochen Zeitz (* 1963), ehem. Vorstandsvorsitzender der Puma AG
- Christian Unger (* 1967), ehem. Vorsitzender der Konzernleitung der Ringier AG
- Cornelius Boersch (* 1968), Business Angel
- David Groenewold (1973–2019), Filmproduzent
- Matthias Zachert (* 1967), CEO der Lanxess AG
- Kai-Uwe Ricke (* 1961), ehemaliger Vorstandsvorsitzender der Deutschen Telekom
- Stefan Detscher (* 1980), Betriebswirtschaftler und Hochschullehrer
- Jürgen Steinemann (* 1958), ehem. CEO der schweizerischen Barry Callebaut und AR-Vorsitzender der Metro AG
- „Mad“ Marvin Rettenmaier (* 1986), Gewinner der X. World Poker Tour Championship 2012.[74]

## Filme
- grow or go. Die Architekten des global village. Dokumentarfilm, Deutschland 2003, 94 Min., Buch: Marc Bauder, Dörte Franke, Regie: Marc Bauder, Produktion: ZDF, Das kleine Fernsehspiel (vier Absolventen der EBS bei den ersten Schritten auf ihrem Weg, Unternehmensberater zu werden)
- Von Anfang an Elite. Dokumentarfilm, Deutschland 2008, 45 Min., Buch: Julia Friedrichs, Eva Müller, Produktion: WDR, Die Story[75]

## Belege
1. 1 2  News und Presse. EBS Universität, abgerufen am 21. Februar 2024.
2. ↑  Unsere Universitätsleitung und Organisation. EBS Universität für Wirtschaft und Recht, abgerufen am 22. Februar 2024.
3. ↑  EBS Universität wird Teil der SRH Hochschulen. EBS Universität, 28. Juni 2016, abgerufen am 15. Mai 2020.
4. ↑  Sascha Zoske: Günther Oettinger und Martin Böhm leiten EBS-Universität. In: FAZ.NET. 13. September 2021, ISSN 0174-4909 (faz.net [abgerufen am 1. Juni 2023]).
5. 1 2  Marcus Kreikebaum: Schloss Reichartshausen im Wandel der Zeiten. 2009, ISBN 978-3-00-027879-2.
6. ↑  EBS darf sich trotz Vorwürfen Uni nennen. (Memento vom 10. September 2011 im Internet Archive)
7. ↑  https://www.wissenschaftsrat.de/download/archiv/2224-12.pdf?__blob=publicationFile&v=3
8. ↑  Stefanie Hergert: SRH übernimmt die EBS Universität. Handelsblatt, 28. Juli 2016, abgerufen am 30. Juli 2016.
9. ↑  § 1 Pkt. 3 Satzung der SRH Holding. Stand: 15. Dezember 2015 (srh.de (Memento vom 31. Januar 2019 im Internet Archive) [PDF; 839 kB; abgerufen am 16. Juli 2020]).
10. ↑  Wirtschaftsdaten 2020 nach Unternehmensbereichen
11. 1 2  EBS Universität für Wirtschaft und Recht: Über uns. Abgerufen am 1. Juni 2023.
12. ↑  Anna Schneider: EBS Universität gründet dritte Fakultät Executive School. In: Pressemitteilung der EBS Universität. EBS Universität, 17. Dezember 2018, abgerufen am 15. Januar 2019.
13. ↑  Standorte | EBS. Abgerufen am 5. Februar 2024.
14. ↑  Oliver Bock, Oestrich-Winkel: EBS Campus: Eine Mensa für 120 Studenten. In: FAZ.NET. 27. Januar 2022, ISSN 0174-4909 (faz.net [abgerufen am 1. Juni 2023]).
15. ↑  EBS Universität für Wirtschaft und Recht: Vision und Meilensteine. Abgerufen am 1. Juni 2023.
16. ↑  EBS Law School: Rund-um-sorglos-Studium für den Führungsnachwuchs. Abgerufen am 1. Juni 2023.
17. ↑  Oestrich-Winkel könnte Universitätsstadt werden. In: Wiesbadener Kurier. 9. Januar 2025, abgerufen am 15. Juli 2025.
18. ↑  EBS Universität für Wirtschaft und Recht: Forschung BWL. Abgerufen am 1. Juni 2023.
19. ↑  Studium | EBS. Abgerufen am 21. August 2024.
20. ↑  EBS Universität für Wirtschaft und Recht: Partneruniversitäten. Abgerufen am 1. Juni 2023.
21. ↑  BWL Bachelor: Studieren Sie BWL Bachelor auf Top-Niveau | EBS. Abgerufen am 21. August 2024.
22. ↑  Internationales Recht, Politik und Wirtschaft studieren | EBS. Abgerufen am 21. August 2024.
23. ↑  BWL Master: Internationales Management studieren | EBS. Abgerufen am 21. August 2024.
24. ↑  Jura-Studium an der EBS Wiesbaden. Abgerufen am 1. Juni 2023.
25. ↑  EBS Universität für Wirtschaft und Recht: Jurastudium (EjP). Abgerufen am 1. Juni 2023.
26. ↑  DIVERSITY & REFUGEE LAW CLINIC. Abgerufen am 18. September 2023.
27. ↑  EBS Universität Opens BRYTER Center for Digitalization & Law. Abgerufen am 18. September 2023.
28. ↑  BRYTER CENTER FOR DIGITALIZATION & LAW: ABOUT US. Abgerufen am 18. September 2023.
29. ↑  EBS Universität für Wirtschaft und Recht: Die Fakultät der EBS Law School. In: www.ebs.edu. Abgerufen am 19. September 2023.
30. ↑  EBS Business School und EBS Law School überzeugen erneut die Studierenden – ebs.edu. Abgerufen am 17. September 2023.
31. ↑  Masters in Finance pre-experience 2023 – Business school rankings from the Financial Times – FT.com. Abgerufen am 12. Juni 2023.
32. ↑  EBS Business School – Business school rankings from the Financial Times – FT.com. Abgerufen am 17. September 2023.
33. ↑  Kai Stepp, Michael Groos: Die „Wirtschaftswoche“ — Spannend wie die Börse. In: Hightech goes Public. Gabler Verlag, Wiesbaden 2000, ISBN 978-3-322-84428-6, S. 187–198, doi:10.1007/978-3-322-84427-9_20.
34. ↑  BEST MASTERS & MBAs RANKING Worldwide 2022. Abgerufen am 1. Juni 2023.
35. ↑  Masters in Management 2016 – Business school rankings from the Financial Times – FT.com. Abgerufen am 1. Juni 2023.
36. ↑  European Business School Rankings 2016 – Business school rankings from the Financial Times – FT.com. Abgerufen am 1. Juni 2023.
37. ↑  Uni-Ranking Jura – lto.de. Abgerufen am 17. September 2023.
38. ↑  Uni-Ranking Jura – lto.de. Abgerufen am 17. September 2023.
39. ↑  AACSB press release newly accreditated schools. In: AACSB. 23. Februar 2023, abgerufen am 30. Januar 2019.
40. ↑  Exzellente Qualität in Studium und Lehre: EBS Universität erhält FIBAA-Premiumsiegel. In: www.fibaa.org. 11. Oktober 2017 (Online [abgerufen am 19. Oktober 2017]).
41. ↑  Stellungnahme zur Akkreditierung der EBS Universität für Wirtschaft und Recht, Wiesbaden. S. 6, abgerufen am 8. November 2019.
42. ↑  Drei Entscheidungen im Verfahren der Institutionellen Akkreditierung. Abgerufen am 6. März 2023.
43. ↑  Stefani Hergert: Privat-Uni unter Beschuss. In: Handelsblatt. Nr. 164, 24., 25., 26. August 2012, ISSN 0017-7296, S. 62 f (gekürzte Fassung online. Archiviert vom Original; abgerufen am 13. Dezember 2019.).
44. ↑  Nach Prüfung durch Landesrechnungshof: EBS in Wiesbaden droht die Pleite. In: Wiesbadener Tagblatt, 10. Dezember 2012 (online).
45. ↑  FAZ: Stadt stundet der EBS die Miete, 27. Mai 2013.
46. ↑  Frankfurter Rundschau: EBS darf Miete später begleichen, vom 25. Mai 2013.
47. ↑  Wiesbadener Kurier: Stadt Wiesbaden lehnt Stundung der Miete ab – EBS-Universität weiter in Finanz-Not, vom 26. November 2013 (Memento vom 23. August 2014 im Internet Archive)
48. ↑  EBS schreibt wieder schwarze Zahlen – Millionen-Spenden – Frankfurt-am-Main. In: FOCUS Online. Abgerufen am 20. Dezember 2015.
49. ↑  Lisa Becker: Wie man eine Privatuniversität rettet. Abgerufen am 23. Oktober 2019.
50. ↑  Jahresabschluss für das Geschäftsjahr vom 1. Januar 2020 bis zum 31. Dezember 2020. EBS Universität für Wirtschaft und Recht gemeinnützige GmbH, Wiesbaden. In: Elektronischer Bundesanzeiger. 28. Dezember 2021 (online).
51. ↑  Jahresabschluss für das Geschäftsjahr vom 1. Januar 2021 bis zum 31. Dezember 2021. EBS Universität für Wirtschaft und Recht gemeinnützige GmbH, Wiesbaden.
52. ↑  Wiesbaden wird Sitz einer Universität, FAZ, 3. Juni 2009
53. ↑  Immer mehr Steuergeld für die EBS. In: fr.de. 4. Februar 2019, abgerufen am 30. Januar 2024.
54. ↑  Christoph Cuntz: EBS-Universität: Ermittlungen nach fünf Jahren eingestellt. In: Wiesbadener Kurier. VRM GmbH & Co. KG, 15. Dezember 2018, abgerufen am 15. Januar 2019.
55. ↑  EBS-Affäre erreicht das Rathaus. In: fr.de. 22. Januar 2019, abgerufen am 30. Januar 2024.
56. ↑  Ewald Hetrodt und Sascha Zoske: „Konkrete Planspiele mit dem Ziel, mich zu stürzen“. Im Gespräch: Christopher Jahns, Präsident der European Business School. In: Frankfurter Allgemeine Zeitung. 30. Januar 2011, abgerufen am 2. Mai 2011.
57. ↑  Pitt von Bebenburg und Ralf Munser: Jahns, Bouffier und der „Maulwurf“. In: Frankfurter Rundschau. Abgerufen am 2. Mai 2011.
58. ↑  Ewald Hetrodt: „Wie im Putin-Land“. In: Frankfurter Allgemeine Sonntagszeitung. Frankfurter Allgemeine Zeitung GmbH, 20. Januar 2013, ISSN 0174-4909, S. 7.
59. ↑  EBS-Professor als Informant der Presse – Privat-Uni Medien interne Dokumente zugespielt. In: Main-Spitze. 22. August 2013 – Politik.
60. ↑  LTO: Schmerzensgeld von der Staatsanwaltschaft für Ex-EBS-Chef. Abgerufen am 3. Juni 2023.
61. ↑  Landgericht Wiesbaden: Strafverfahren gegen Ex-Hochschulpräsident Jahns eingestellt – Der Spiegel – Panorama. In: Der Spiegel. Abgerufen am 19. Mai 2020.
62. ↑  FAZ: Betrunken im „Bootcamp“ Ärger an der EBS, vom 6. September 2010.
63. ↑  FTD: Komasaufen an der Eliteuni (Memento vom 12. September 2010 im Internet Archive), vom 10. September 2010.
64. ↑  Elite-Studenten entschuldigen sich nach Saufgelage, FAZ 14. September 2010.
65. ↑  Privatunis: Edel – und gut: Die European Business School will ihr Image verändern, Zeit, 3. Januar 2011
66. ↑  Ferdinand Knauß: Elitenforscher Michael Hartmann: „Die globalisierte Wirtschaftselite ist eine Legende“. Abgerufen am 6. Juli 2019.
67. ↑  Präsident Cremer legt Ämter aus gesundheitlichen Gründen nieder (Memento vom 20. Februar 2013 im Internet Archive), Mitteilung der EBS Universität für Wirtschaft und Recht, 14. Februar 2013.
68. ↑  EBS Universität für Wirtschaft und Recht beruft Markus Ogorek zum Präsidenten. In: www.ebs.edu. Archiviert vom Original am 20. Dezember 2016; abgerufen am 16. Dezember 2016.
69. ↑  EBS Universität beruft Präsidialrat ein. In: www.ebs.edu. Archiviert vom Original (nicht mehr online verfügbar) am 7. Juli 2020; abgerufen am 7. Juli 2020.
70. ↑  EBS UNIVERSITÄT STELLT WEITERE WEICHEN AUF ERFOLG: EBS UNIVERSITÄT STELLT WEITERE WEICHEN AUF ERFOLG. In: Website der Pressestelle der EBS Universität. EBS Universität, archiviert vom Original am 20. Mai 2021; abgerufen am 20. Mai 2021.
71. ↑  Philipp Schindler | Economist Conferences UK (Memento vom 29. Juli 2012 im Webarchiv archive.today), am 18. Oktober 2011.
72. ↑  Philipp Schindler steigt in Google-Führungsriege auf (Memento vom 22. Februar 2012 im Internet Archive), am 18. Oktober 2011.
73. ↑  M. Rettenmaier gewinnt. 27. Mai 2012, abgerufen am 30. September 2021.
74. ↑  „Von Anfang an Elite“ auf phoenix.de

Koordinaten: 50° 0′ 45″ N, 8° 3′ 0″ O